# Champ (sociologie)
En sociologie, le champ est un concept développé par Pierre Bourdieu pour décrire l'autonomisation progressive de domaines d'activités dans la société : champ politique, scientifique, littéraire, économique, etc.  

## Définition
D'après la sociologie de Pierre Bourdieu, un champ peut être décrit comme étant à la fois un champ de forces et un champ de luttes.
Les agents qui composent un champ partagent une « croyance dans l'intérêt du jeu », c'est l'illusio. Ainsi, la valeur que les agents d'un champ peuvent accorder à ses enjeux peuvent paraître incompréhensibles à un observateur extérieur. L'illusio est irréductible aux autres champs : « on ne pourra pas faire courir un philosophe avec des enjeux de géographes ». Un champ est hiérarchisé : les agents qui le composent peuvent occuper des positions dominantes ou dominées. Ils sont en concurrence pour l'obtention de positions rares au sein du champ. Cette hiérarchie s'établit par la possession d'un volume de capital spécifique au champ. Ces capitaux spécifiques sont des combinaisons particulières des différents capitaux qui hiérarchisent l'ensemble de la société (capital économique, culturel, social ou symbolique). Chaque champ est doté d'une loi fondamentale qui régit ses activités et détermine ses enjeux : un nomos. Par exemple, la loi du champ artistique au début du XIXe siècle est « l’art pour l’art », qui est l’exact inversion du nomos du champ économique : « les affaires sont les affaires ».
Le champ de forces ou « espace des positions » est structuré par la distribution inégale de capitaux spécifiques. Cela dessinant un groupe hiérarchisé où les agents les plus dotés en capitaux occupent une position dominante et où ceux les moins dotés (souvent les nouveaux entrants) occupent une position dominée.
Le champ de luttes ou « espace des prises de positions » désigne le fait que les agents composant le champ vont être différenciés selon un système d'écarts et d'oppositions prenant sens dans l'histoire du champ analysé. Le champ de luttes renvoie à l'affrontement entre les différentes prises de positions sur la définition légitime de l'activité (une manière légitime de faire de la musique, de la philosophie).

## Discussion
Plusieurs travaux ont discuté la pertinence de la notion de champ pour des domaines relevant de l'engagement militant. Lilian Mathieu a ainsi préféré parler de « l'espace des mouvements sociaux », tandis que Sophie Béroud a appliqué la notion de champ au syndicalisme.